# Mateo García (cyclisme)
Pour le footballeur argentin, voir Mateo García. Pour les homonymes, voir García.
García  Castañeda est un nom espagnol. Le premier nom de famille, en général paternel, est García ; le second, en général maternel, souvent omis, est Castañeda.
Mateo García Castañeda, né le 20 septembre 1996, est un coureur cycliste colombien.

## Biographie
En 2017, Mateo García intègre l'équipe continentale Efapel, qui évolue sous licence portugaise,.

## Palmarès et résultats

### Par année
- 2015
  - 1re étape de la Vuelta a Chiriquí (contre-la-montre par équipes)
- 2018
  - Martigny-Mauvoisin
- 2024
  - Historic Riverton Criterium
  - Tour of Tobago
  - 3e du Wilmington Grand Prix
- 2025
  - Independence Three-Stage Race :
    - Classement général
    - 1re, 2e et 3e étapes

### Classements mondiaux
| Année           | 2017   |
| --------------- | ------ |
| UCI Europe Tour | 1 671e |